# Oranžérie

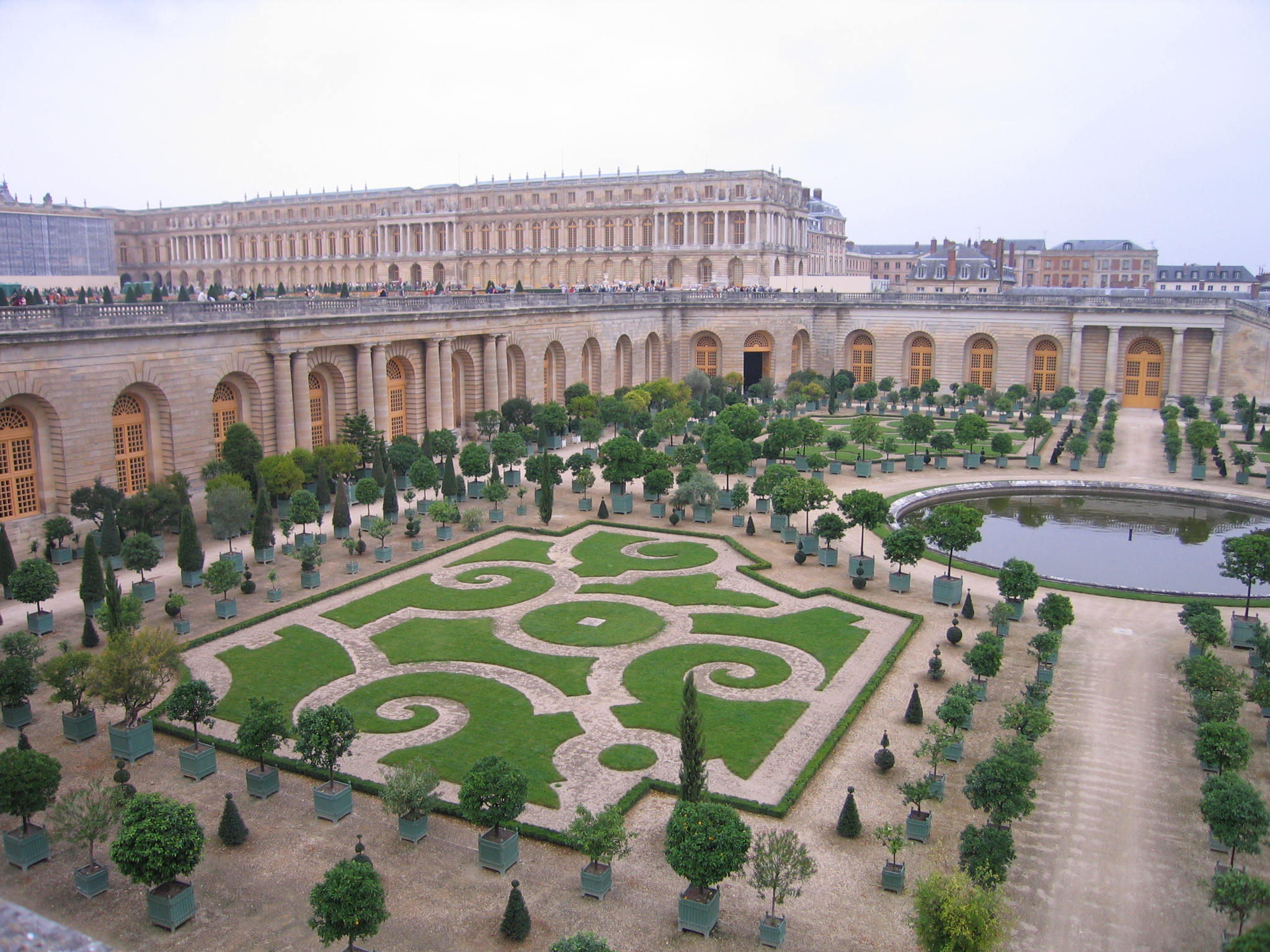
Oranžerie v zahradách zámku Versailles. Dřeviny v kontejnerech jsou v sezóně umístěny venku v parteru oranžérie.

Oranžérie je druh uzavřené, zejména zámecké stavby s velkými okny a vytápěním, která slouží k přezimování choulostivých dřevin v malých nádržích a květináčích. Jak název napovídá, byla původně určena především k pěstování citrusů. Využití nachází i pro další subtropické rostliny a jejich rozmnožování, tedy k účelům, pro které se později začaly stavět skleníky. Je prvek zahradní architektury používaný v sadovnické tvorbě. Stavba má svůj původ v Itálii v době renesance, kdy se dostala do módy a byla nazývána limonaia.

## Popis
Typická barokní oražérie bývá přízemní podlouhlá budova na jižní straně opatřená velkými prosklenými okny nebo arkádami. Těmi v chladnějších měsících přihřívalo prostor nízké slunce, zatímco před silným letním sluncem v poledních hodinách byl prostor chráněn. V zimních měsících se prostor přitápěl.
Předpokladem pro vznik oranžérií byl technický rozvoj výroby čirého skla, který umožnil například v renesanční Itálii začít zasklívat arkády. Rozkvět klasických účelově budovaných oranžérií nastává od 17. století, kdy také Jules Hardouin-Mansart buduje monumentální, rozměry nepřekonanou Versailleskou oranžérii. Oranžerie vznikaly při šlechtických sídlech, mj. jako výraz přepychu. Postupně se pak šířily i na pozemky různých institucí, jako botanických společností, škol či ústavů. V 19. století, když to technický rozvoj umožnil, byly oranžérie nahrazeny levnějšími a univerzálnějšími skleníky. Překonání velikosti Masartovy oranžérie Křišťálovým palácem, který byl vlastně gigantickým skleníkem, může být považováno za symbolický konec éry oranžérií.

## Galerie

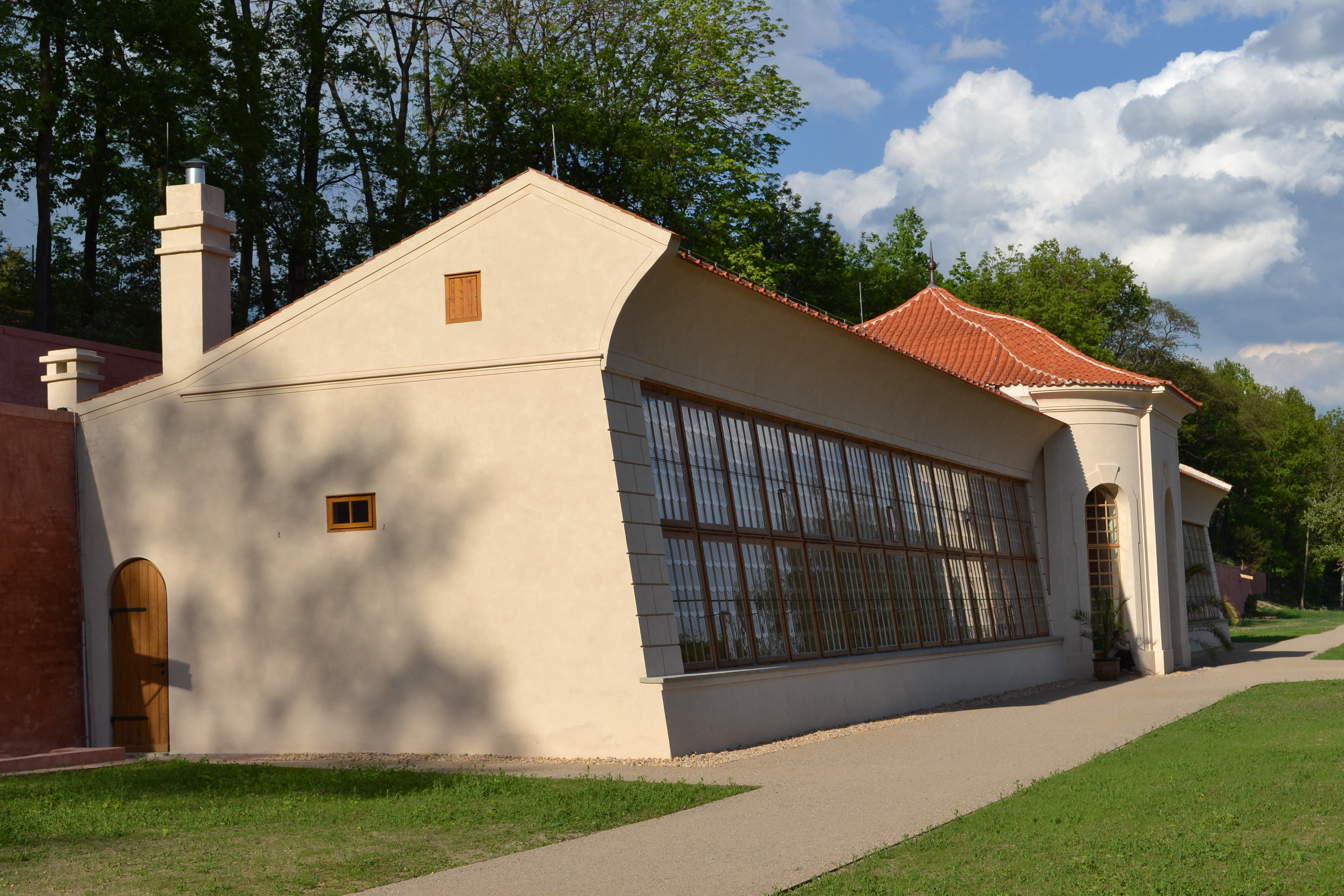
Obnovená oranžérie v zahradě břevnovského kláštera
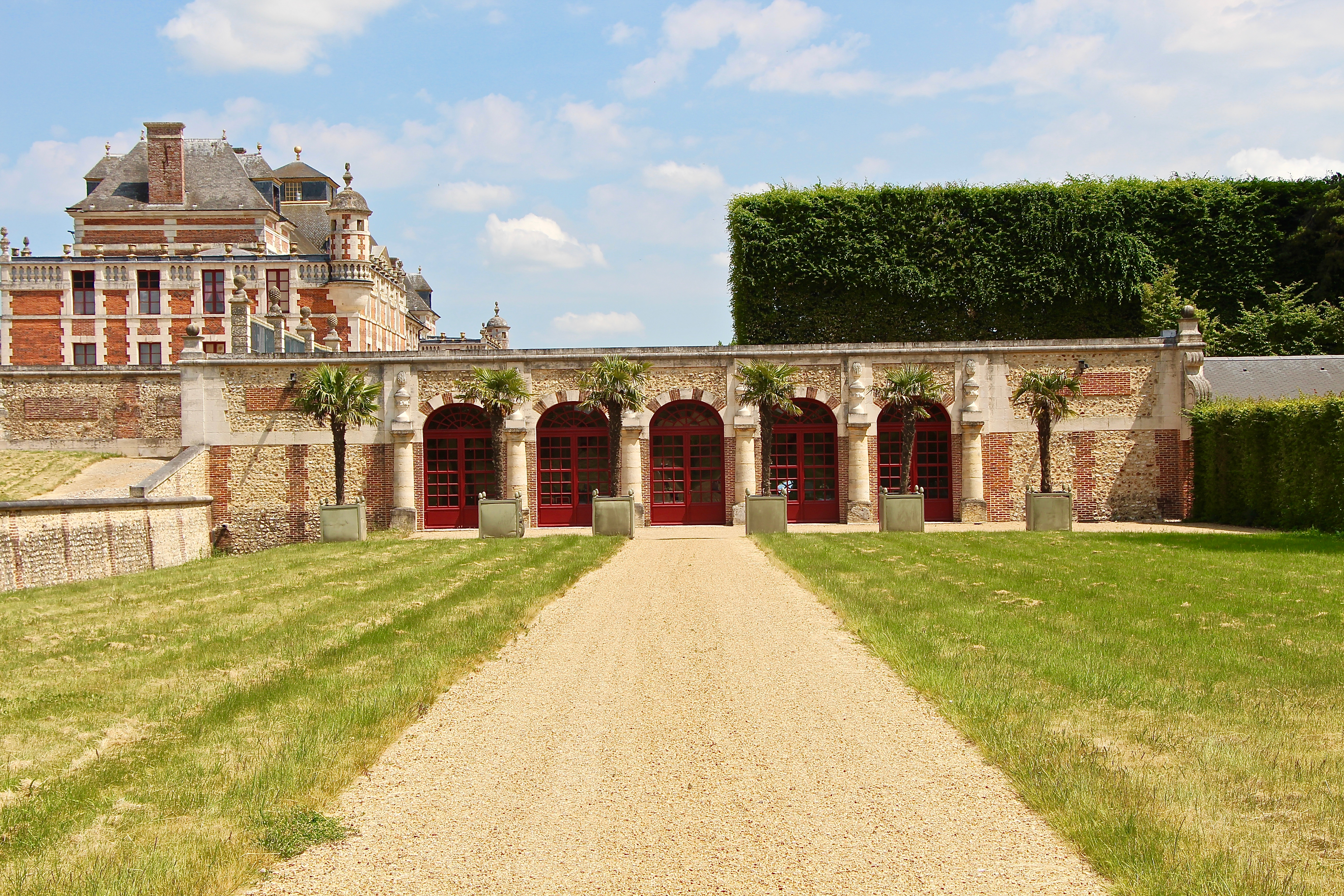
Château du Champ de Bataille, Sainte-Opportune-du-Bosc, Francie
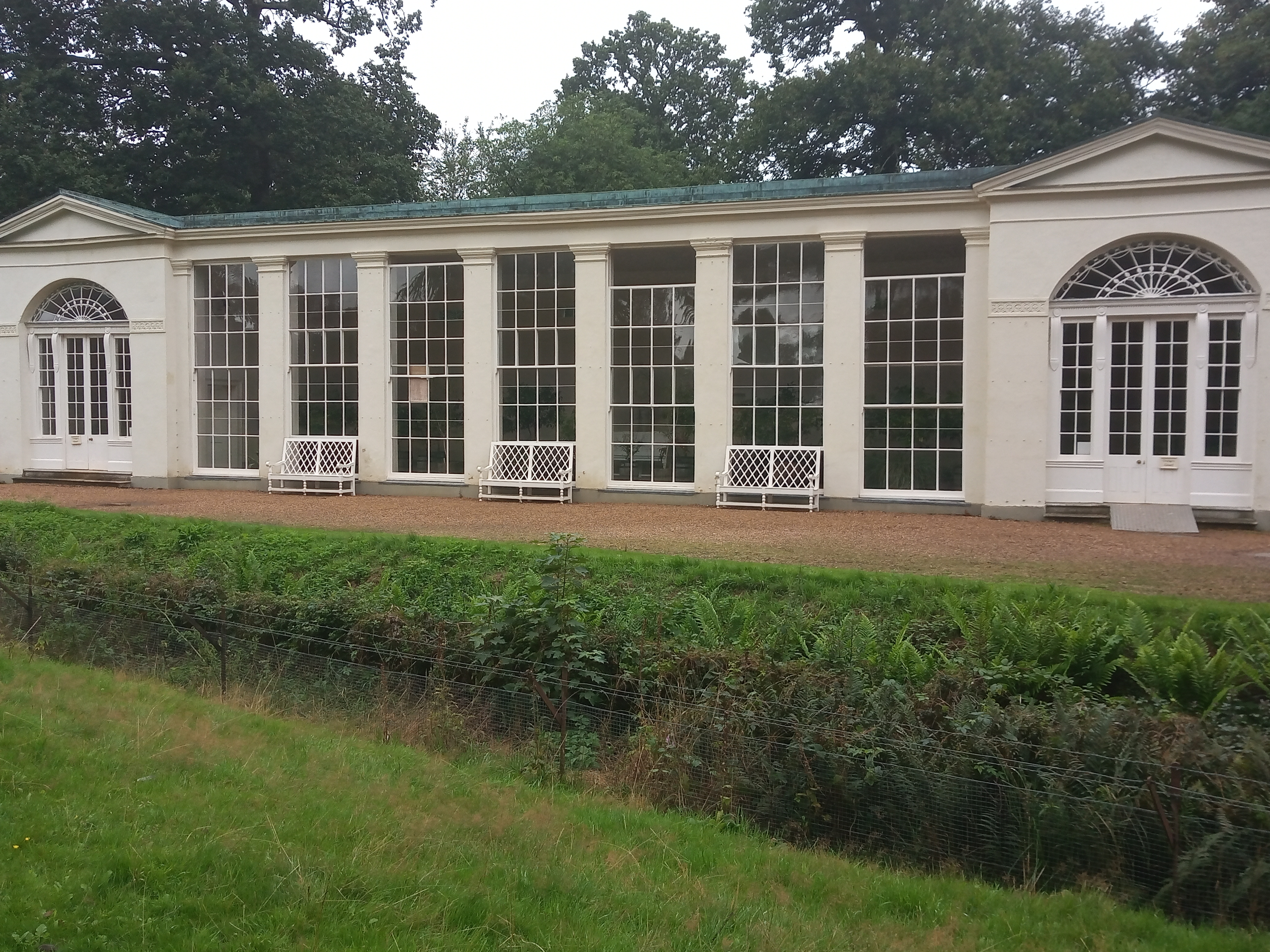
Blickling Hall, Norfolk, Anglie
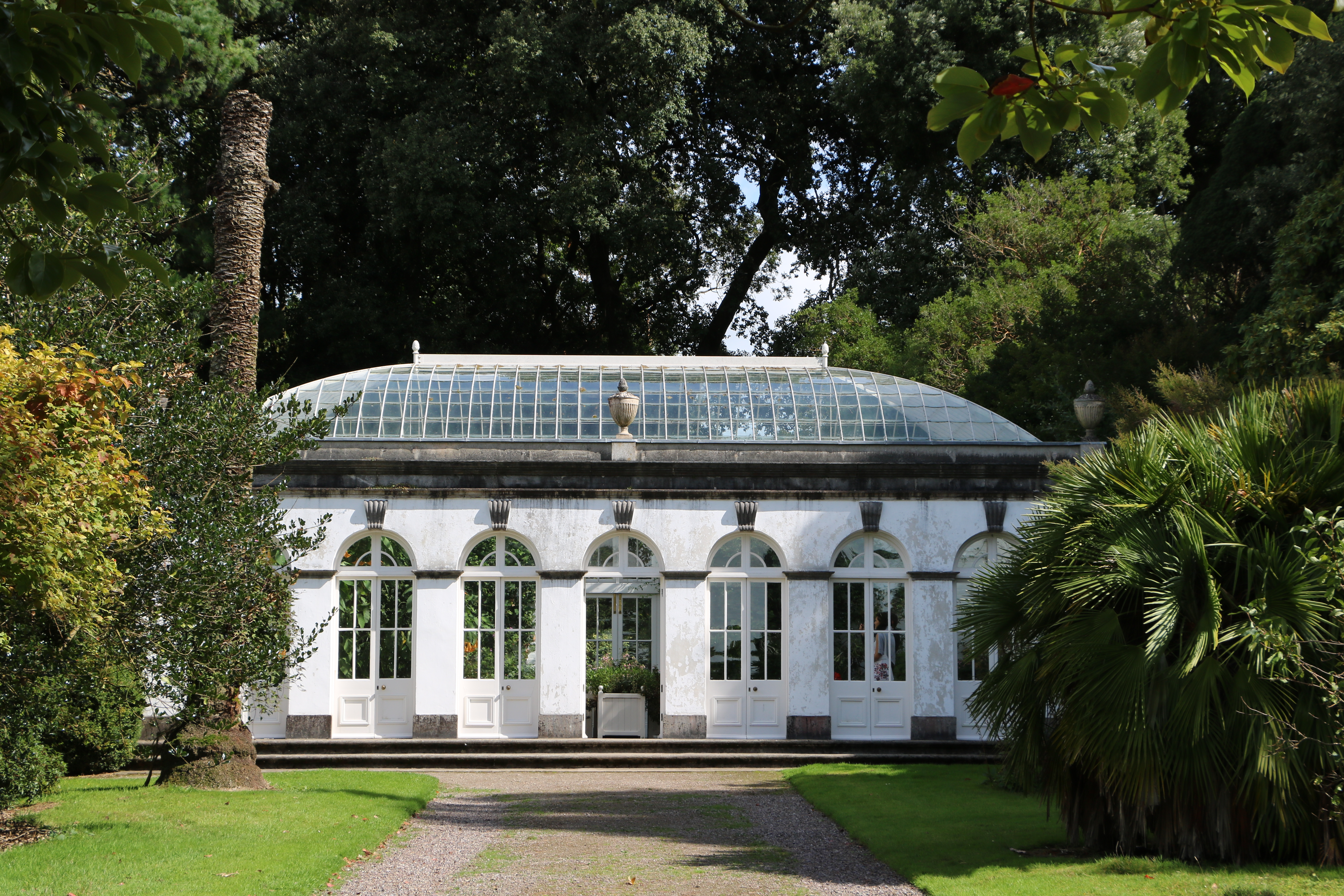
County Cork, Hrabství Cork, Munster, Irsko
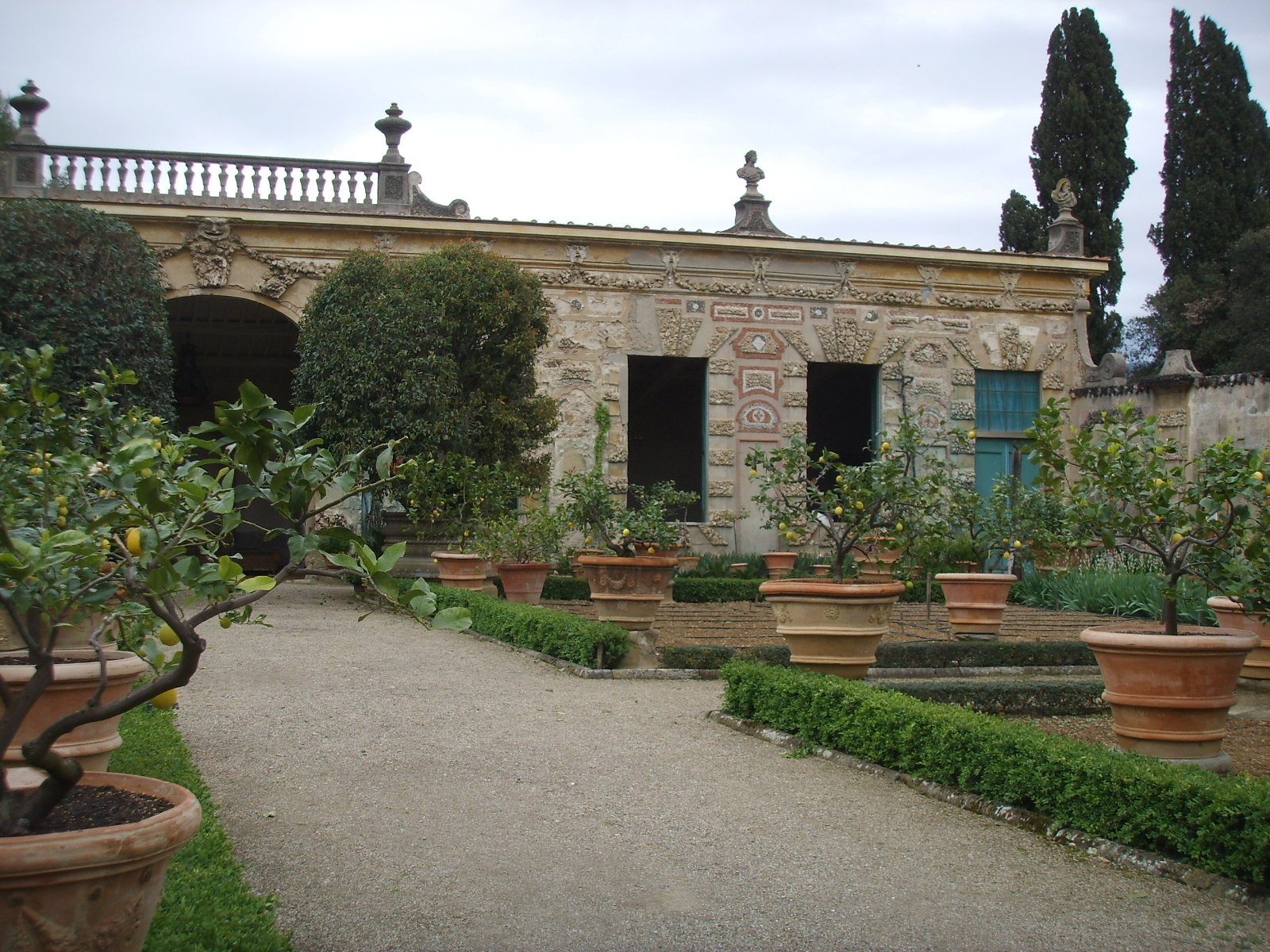
Villa La Pietra, Florencie